# Gazella praegaudryi
Gazella praegaudryi була доісторичним, маловідомим видом невеликих газелей, який жив у Африці, в плейстоцені. Він мав невеликі стиснуті рогові ядра. Скам'янілості були знайдені в таких утвореннях, як Форт Тернан, Лотагам і Намулунґл.